# Дарьевка (Пензенская область)
Дарьевка — село в Лунинском районе Пензенской области. Входит в состав Большевьясского сельсовета.

## География
Село расположено в северной части области на расстоянии примерно в 31 километре по прямой к востоку-северо-востоку от районного центра Лунино.
Часовой пояс
Село Дарьевка как и вся Пензенская область, находится в часовой зоне МСК (московское время). Смещение применяемого времени относительно UTC составляет +3:00.

## Население
| 1864 | 1911 | 1926 | 1930 | 1939 | 1959 | 1979 |
| ---- | ---- | ---- | ---- | ---- | ---- | ---- |
| 392  | ↗732 | ↘726 | ↗827 | ↘500 | ↘421 | ↘322 |
| 1989 | 1996 | 2002 | 2010 |      |      |      |
| ↘255 | ↗292 | ↘281 | ↘163 |      |      |      |

Национальный состав
Согласно результатам переписи 2002 года, в национальной структуре населения русские составляли 90 % из 281 чел..